# Дворцов, Василий Владимирович
Васи́лий Влади́мирович Дворцов (род. 15 февраля 1960, Томск, Томская область, СССР) — русский прозаик, поэт, публицист, драматург, художник.

## Биография
Родился в Томске в семье потомственного офицера Владимира Ильича Дворцова. Мать, Тамара Кузьминична Ветрова, — фельдшер-акушер. Детство прошло в селе Молчаново Томской области, на берегу Оби. После школы приехал в Новосибирск, в шестнадцать лет поступил в медицинский институт, но окончил художественное училище. Театральным художником поработал в различных городах СССР, оформил более 50 спектаклей — от кукольных до классических балетов. С 1979 года участник зональных и всероссийских выставок. С 1983 года реставратор и художник Русской православной церкви. Порядка 500 авторских икон и картин по всей стране и за рубежом , кроме бригадных работ в Кишинёве и Горьком, лично расписал два сибирских храма в Черепаново и Могочино. Опробовал почти 20 профессий: от токаря и преподавателя биомеханики актёрам до замглавного редактора в «Общенациональном русском журнале».
С 2000 года публикуется в литературных журналах. Книгами стали романы «Аз буки ведал…», «Каиново колено», «Terra Обдория», повести «Тогда, когда случится», «Кругом царила жизнь и радость», «Ангел Ангелина», «1943.Ковчег», «Счастье», сборник прозы «Манефа», драматургический, публицистический и поэтические сборники. Повести и рассказы, статьи и поэтические подборки выходили в журналах и альманахах: «Москва», «Наш современник», «Сибирские огни», «Роман-журнал. XXI век», «Московский вестник», «Сибирская горница», «Огни Кузбасса», «Врата Сибири», «Родная Ладога», «Подъём», «Сибирь», «Сибирский Парнас», «Образ», «Русский дом», «Новая книга России», «Крещатик» (Берлин), «Простор» (Алматы), «Лiтара» (Беларусь), «Север», «Вертикаль. XXI век», «Дон и Кубань», «Литературная учёба», «Новосибирск», «Симбирскъ», «Бельские просторы», «Бийский вестник», «Русское эхо», «Донбасс», «Северский Донец», «Православная беседа», «Православное книжное обозрение», «Славянка», «Викинг», «Звёздный голос», «Российская Федерация сегодня», «Достоинство», «Ориентация», «Покров», «Балтика» (Таллин) и др. А также в газетах: «День литературы», «Российский писатель», «Слово», «Литературная Россия», «Литературная газета», «Завтра», «Кубанский писатель», «Православная Москва», «Новое русское слово» (Нью-Йорк) и др.
Романы и повести неоднократно переиздавались, стихи вошли в антологии «Русская поэзия. XXI век»., «Молитвы русских поэтов. XXI», «За други своя». На поэму «Ермак» композитором Олегом Проститовым написана одноимённая опера.
В 2005 г. принят в Союз писателей России. С 2009 г. Дворцов — секретарь, член Правления СП России, с 2018 по 2025 гг. заместитель председателя Правления — генеральный директор СП России. Председатель Совета по прозе Союза писателей России.  Действительный член Академии российской словесности. Действительный член Славянской литературной и художественной академии (Славянска литературна и артистична академия. Болгария). Член Высшего творческого совета Союза писателей Союзного государства Россия-Беларусь. Президент Всероссийского литературного фестиваля-конкурса «Поэзия русского слова» (Анапа). Председатель жюри Всероссийского фестиваля-конкурса «Хрустальный родник» (Орёл),  председатель жюри Международного молодёжного фестиваля-конкурса поэзии и поэтических переводов «Берега дружбы» (Таганрог) https://берега-дружбы.рф/, председатель жюри Международного фестиваля-конкурса детского и молодёжного литературного творчества «Устами детей говорит мир» (Томск), председатель жюри литературного фестиваля-конкурса "Яблочный Спас" (Ярославль). Организатор и руководитель Всероссийского Некрасовского семинара молодых литераторов (Нижний Новгород, Ярославль)., член жюри всероссийских и региональных литературных премий, конкурсов и фестивалей. Член Совета экспертов Патриаршей литературной премии имени святых равноапостольных Кирилла и Мефодия http://plp.izdatsovet.ru/2023/sostav-ekspertov/ В Новосибирске при библиотеке им. А. И. Куприна создан литературный клуб одноимённый роману «TERRA ОБДОРИЯ» https://bibliotekino.ru/clubs/terra-obdoriya/
С 2007 года проживает в Москве.
Василий Дворцов: «Литература в отношении к иным искусствам основа основ — как математика для остальных наук, и литературный процесс, как процесс национального самосознания и самочувствования, глубиной проработки вечных и злободневных тем, полнотой их охвата призван отвечать культурным и нравственным потребностям общества. Читатель ищет в большой, настоящей литературе свидетельств и толкований своему бытию — как внешнему, так и внутреннему. А сегодняшний читатель, участник и жертва затянувшейся смуты, ищет в книгах особенной мудрости.»
Василий Дворцов: «Нация формируется языком. Кровь и почва в этом процессе вторичны. Именно язык созидает народ, через язык в нацию входят и вживаются и новые этносы, и новые пространства. И сам народ меняется языком, посредством которого нацию можно рассеять и мобилизовать, рассечь и возродить. Ведь речь для человека является не „главным средством коммуникации“, а основой его мышления. Речь строит мировоззрение человека.
Если язык формирует нацию, то литература созидает общество. Именно литература определяет и утверждает, делая для всех в обществе равно признанными, те нравственные императивы, на которых уже строятся и политические, и экономические, и социальные институты. Литературный процесс — это процесс национального самосознания. Через и в ходе литературного процесса нация себя видит, себя чувствует, осознаёт и — запоминает. Именно художественная литература является основой, истоком и первопричиной любой цивилизации.
Но художественная литература для цивилизации не только изначальность, она её постоянная животворящая сила, её наполненность и рост, её стержень и покрытие. Именно живой, ежедневно прибывающей литературой определяется роль нации в земной истории и действительности. За пределами литературы цивилизации нет. Ибо там нет ничего человеческого. Только звериное, стихийное, демоническое.»

## Общественная позиция
В 2022 году подписал письмо в поддержку российского военного вторжения на Украину.
С мая 2022 года, как деятель российской культуры, под санкциями Латвии.

### Сочинения

#### Романы
- «Аз буки ведал…», 2003 год.
- «Каиново колено», 2005 год
- «Terra Обдория», 2006 год
- «Звезда Марии» 2009 г.

#### Повести
- «Ангел Ангелина», 2001 г.
- «Тогда, когда случится», 2006 г.
- «Кругом царила жизнь и радость», 2012 г.
- «1943. Ковчег», 2021 г.
- «Счастье», 2024 г.

#### Рассказы
- «Нескончаемый патерик», сборник 2006 г.
- В издательстве «Ковчег» в 2010 г. вышли книгой с названием по первому рассказу «Манефа».

#### Драматургия
- «Озеро снов». Пьеса в 2-х актах, 1996 г.
- «Пришельцы в зоопарке». Пьеса для детей, в 2-х актах, 1997 г.
- «Не ищите клада в старом замке». Пьеса для детей, в 3-х актах, 1997 г.
- «Лесная краса, охотник Иван и старый шаман». Пьеса для кукольного театра в 2-х актах 1997 г.
- «Харбинский дневник». Драма в 3-х картинах, 1998 г.
- «Портрет. Подражание Гоголю». Драма в 3-х картинах, 1998 г.
- «Как князь Владимир нашу веру выбирал». Пьеса для детей, в 2-х актах, 1999 г.
- «Милый Моцарт». Лирическая пьеса в 3-х картинах, 1999 г.
- «Адмирал. Русская драма». Хроники гражданской войны в Сибири, в 3-х актах, 2000 г.
- «Зашиверская легенда». Драма в 2-х актах, 2001 г.
- «Робин Гуд». Пьеса для музыкального театра в 3-х актах, 2003 г.
- «Вами верю, надеюсь, люблю». Пьеса в 3-х актах, 2007 г.
- «Радуйтесь и веселитесь». Сценарий документального фильма, 2018 г.
- «С нами Бог». Сцены начала XX века. Трагедия. 2019 г.
- «Феодор Козьмич». Историческая пьеса в 2-х актах с эпилогом. 2020 г.
- «Ах! или в Лотошино едет Пушкин». Трагикомедия в 3-х актах. 2021 г.
- «Чайковский. Новый финал». Драма в 2-х актах. 2022 г.
- «Не забывайте нас!». Музыкальная трагикомедия в 2-х актах. 2024 г.

#### Поэзия
- «Василий Дворцов. Стихи», сборник, 2012 г.
- «Правый мир», поэма, 2014 г.
- «Ермак», поэма, 2015 г.

#### Публицистика
- «Русские для России», сборник статей, 2012 г.
- «Удержание русскости», сборник статей, 2016 г.
- «Чехов. Мотивации Сибири», трактат, 2019 г.
- «Ермак. Геополитика против историографии», трактат, 2020 г.
- «Право на победу», сборник статей, 2023 г.

Публицистика на сайте «Русская народная линия»  https://ruskline.ru/author/d/dvorcov_vasilij_vladimirovich

### Критика и исследования
- Андрей Самохин. ДЕРЖАВНЫМ СЛОВОМ О ГЛАВНОМ. О поэмах Василия Дворцова.
- Нина Попова. ВОЙНЫ КРОВАВАЯ ЛИЧИНА. О повести Василия Дворцова «1943. Ковчег».
- Юрий Манаков. ОБНАЖЁННАЯ ПРАВДА ВОЙНЫ. О повести Василия Дворцова «1943. Ковчег» https://denliteraturi.ru/article/5818
- Вячеслав Лютый «ОТДАЙ СЕБЯ ДУШИ НЕ ПОЖАЛЕВ» Русская правда в поэме Василия Дворцова «Правый мир» http://www.rospisatel.ru/ljuty-dvorzov.html
- Людмила Яцкевич «Образ православного царя Иоанна Грозного в поэме Василия Дворцова „Ермак“»
- Людмила Яцкевич «НЕ СКУДНОМУ МИРСКОМУ СЛОВУ УЗОРИТЬ ОТЧИЕ ГРОБА…». О языке поэмы Василия Дворцова «Ермак»
- Валентина Ерофеева СОВМЕСТНОЕ МЫСЛЕТВОРЧЕСТВО. О романе Василия Дворцова «Каиново колено» как явлении интеллектуальной прозы.
- Валентина Ефимовская «Чёрный ветер, белый снег. Или Любовь Араамова». О пьесе Василия Дворцова «С нами Бог».
- Валентина Ефимовская «НЕ ТО ЧТО НЫНЕШНЕЕ ПЛЕМЯ». О повести Василия Дворцова «Тогда, когда случится».
- Валентина Ефимовская «НУЖНО ПОПРАВИТЬ РОДНЫЕ КРЕСТЫ». О поэме Василия Дворцова «Ермак».
- Николай Дорошенко СТИХИ ПРОЗАИКА
- Надежда Мирошниченко «Но в калашный ряд…»
- Eliza Malek «Kainovo koleno» Vasilija Dvorcova — roman ne tol’ko o teatre
- Ирина Веденеева «Жизнь или радость? Василия Дворцов „Повести“».
- Геннадий Старостенко «О Дворцове писать нелегко»
- Людмила Бирюк. СМЕРТИ НЕТ. О повести Василия Дворцова «1943. Ковчег».
- Людмила Бирюк «ИСПЫТАНИЕ ВРЕМЕНЕМ. О повести Василия Дворцова „Кругом царила жизнь и радость“»
- Алексей Шорохов «Конец безвластия „шептунов“»
- Людмила Белоус "Интерпритация чеченских событий в повести Василия Дворцова «Тогда, когда случится»
- Игорь Шумейко «НОВАЯ РОССИЙСКАЯ ГЕОГРАФИЯ». По следам поэмы Василия Дворцова «Ермак»
- Кристина Антонова «Идея высшей красоты в творчестве В. В. Дворцова как отражение традиций русской классики XIX века».
- Кристина Чичкина «Публицистическая деятельность В. В. Дворцова и Ф. М. Достоевского»
- Жанна Мотыгина «Православное человековеденье и индивидуально-авторская концепция в цикле рассказов В. Дворцова „Нескончаемый пaтepик“»

### Премии
- Всероссийская литературная премия «Прохоровское поле», 2025 г.
- Белорусская литературная премия «Палесcкiя росы», 2024 г.
- Международная белорусская литературная премия «Верность Слову», 2024 г.
- Премия ИД «Российский писатель» в номинациях «Проза», «Публицистика» 2023 г.
- Премия журнала «Русское эхо» в номинации «Проза» 2023 г.
- Премия ИД «Российский писатель» в номинации «Ратное слово» 2022 г.
- Международная белорусская литературная премия св. Кирилла Туровского, 2021 г.
- Международная украинская литературная премия им. Н. В. Гоголя «МИРНЫЙ ГЕНИЙ», 2021 г.
- Всероссийская премия Союза писателей России «СЛОВО» 2020 г.
- Премия Фонда «Возрождение Тобольска» им. Александра Дунина-Горкавича 2018 г.
- Премия ИД «Российский писатель» в номинации «Наставник» 2016 г.
- Международная украинская литературная премия «Пять хлебов» им. В. И. Нарбута 2015 г.
- Всероссийская литературная премия им. Н. С. Гумилёва 2015 г.[16]
- Премия ИД «Российский писатель» в номинации «Поэзия» 2014 г.[17]
- Международная литературная премия им. И. А. Гончарова 2013 г.[18]
- III Международный литературный форум «Золотой витязь» 2013 г. «Бронзовый диплом» в номинации «Публицистика»[19]
- Всероссийская литературная премия им. И. А. Бунина 2012 г.[20]
- Всероссийская православная литературная премия св. благоверного князя Александра Невского 2012 г. «Первая премия» в номинации «Проза».[21]
- IV Международный конкурс художественной и научно-популярной литературы для детей и юношества им. А. Н. Толстого 2012 г. II премия в номинации «Проза для юношества»[22]
- I Международный конкурс художественной и научно-популярной литературы для детей и юношества им. А. Н. Толстого 2006 г. I премия в номинации «Проза для юношества»[23]
- Национальная премия «Имперская культура» им. Эдуарда Володина 2005 г.[24] Лауреат в номинации «Публицистика»[25]
- Большая премия «Русского переплёта» 2004 г. в номинации «Проза. Крупная форма».[26]
- Премия журнала «Москва» за лучшую прозу 2003 года.[27]
- Премия «Русского переплёта» 2002 г. в номинации «Драматургия».[28]

## Награды
- Медаль «За труды в культуре и искусстве» (3 октября 2023 года) — за заслуги в развитии отечественной культуры и искусства, многолетнюю плодотворную творческую деятельность[29]
- Медаль Правительства Москвы (ЮВАО) «За доблестный труд» —  Решением органа государственной власти Приказ № 55 от 30 марта 2007 года https://commons.wikimedia.org/wiki/File:Медаль_«За_доблестный_труд»_ЮВАО_Москвы_(лента).png?uselang=ru